# مات باوشر
مات باوشر (بالإنجليزية: Matt Bauscher)‏ مواليد 25 أبريل 1985 في كالدويل، هو لاعب كرة سلة أمريكي معتزل. بدأ مسيرته الاحترافية في سنة 2008. حمل الرقم 15. يبلغ طوله 6 قدم 2 بوصة (1.9 م). اعتزل اللعب في 2014.

## المسيرة الاحترافية
لعب مع بي جي غوتنغن في الدوري الألماني في موسم 2011–2012، ثم لعب مع نادي دين بوش لكرة السلة في موسم 2012–2013، ثم لعب مع أيه إي كي لارنكا في موسم 2013–2014.

## الإنجازات
- الدوري الهولندي لكرة السلة (1): 2009–10، 2008–09، 2008–09

## روابط خارجية
- مات باوشر على موقع الدوري الأوروبي لكرة السلة (الإنجليزية)
- مات باوشر على موقع كرة السلة الأوروبية.كوم (الإنجليزية)
- مات باوشر على موقع كلية كرة السلة في سبورتس رفرنس.كوم (الإنجليزية)
- مات باوشر على موقع ريلجم (الإنجليزية)
- مات باوشر على موقع بروبوليرز (الإنجليزية)
- مات باوشر على موقع سبورتس رفرنس (الإنجليزية)